# Peridiscus
Peridiscus, monotipski rod drveća iz tropske Južne Amerike, rasprostranjen od Kolumbije i Venezuele do sjevernog Brazila. Jedan je od 4 roda iz porodice Peridiscaceae. Jedina vrsta je P. lucidus
Rod je opisan u Genera Plantarum 1: 127. 1862.